# Accident de bus du 26 novembre 2021 au Mexique
L'accident de bus du 26 novembre 2021 au Mexique est survenu le 26 novembre 2021 lorsqu'un bus s'est écrasé sur l'autoroute Joquicingo-Malinalco dans le centre du Mexique, tuant au moins 19 personnes. Il transportait des pèlerins catholiques et circulait sur une autoroute en direction d'un sanctuaire religieux, lorsqu'il s'est écrasé contre une maison.

## Accident
Le bus aurait transporté des pèlerins catholiques, se rendant du Michoacán au temple de Chalma, un site religieux de Chalma (en). Le site est populaire parmi les chrétiens qui s'y rendent en pèlerinage le 12 décembre, jour de la Vierge de Guadalupe. L'accident s'est produit près de la municipalité de Joquicingo. Six personnes grièvement blessées ont été transportées par avion vers un hôpital de Toluca. Des témoins ont déclaré que les freins de l'autobus n'ont pas fonctionné et que l'autobus a quitté la route en s'écrasant contre une maison.

## Conséquences
Le secrétaire d'État adjoint à l'Intérieur, Ricardo de la Cruz Musalem, a déclaré que les blessés avaient été transportés par avion vers des hôpitaux locaux et qu'une enquête était en cours.
Le Président du Mexique, Andrés Manuel López Obrador, a interrompu un discours pour confirmer la tragédie. Le gouverneur de l'État de Mexico Alfredo del Mazo Maza (en) a dit qu'il regrettait l'accident. Il a parlé d'aider les blessés et de prodiguer des soins aux familles des personnes décédées.